# Società Sportiva Calcio Benevento 1979-1980
Questa voce raccoglie le informazioni riguardanti la  Società Sportiva Calcio Benevento nelle competizioni ufficiali della stagione 1979-1980.

## Rosa
| N. |                   | Ruolo | Calciatore          |
| -- | ----------------- | ----- | ------------------- |
|    | Italia (bandiera) | A     | Ernesto Apuzzo      |
|    | Italia (bandiera) | P     | Leonorio Borghese   |
|    | Italia (bandiera) | D     | Marco Cacitti       |
|    | Italia (bandiera) | C     | Franco Campidonico  |
|    | Italia (bandiera) | A     | Biagio Castaldo     |
|    | Italia (bandiera) | D     | Roberto Cazzani     |
|    | Italia (bandiera) |       | Ferrara             |
|    | Italia (bandiera) | D     | Aldo Finetto        |
|    | Italia (bandiera) | P     | Luciano Gonnelli    |
|    | Italia (bandiera) | A     | Giuseppe Izzo       |
|    | Italia (bandiera) | A     | Fausto Landini (II) |
|    | Italia (bandiera) | A     | Remo Luzi           |

| N. |                   | Ruolo | Calciatore                 |
| -- | ----------------- | ----- | -------------------------- |
|    | Italia (bandiera) | C     | Enrico Maniero             |
|    | Italia (bandiera) | A     | Renato Mottola             |
|    | Italia (bandiera) | C     | Giovanni Giuseppe Patalano |
|    | Italia (bandiera) | C     | Ernesto Pezzuoli           |
|    | Italia (bandiera) | A     | Claudio Piccinetti         |
|    | Italia (bandiera) | C     | Salvatore Ruggero          |
|    | Italia (bandiera) | D     | Paolo Saviano              |
|    | Italia (bandiera) | C     | Arduino Sigarini           |
|    | Italia (bandiera) | D     | Cesare Ventura             |
|    | Italia (bandiera) | D     | Benito Zanutto             |
|    | Italia (bandiera) | C     | Alfredo Zica               |

## Risultati

### Serie C1

#### Girone di andata
| 30 settembre 1979 1ª giornata | Montevarchi | 1 – 1 | Benevento |  |

| 7 ottobre 1979 2ª giornata | Benevento | 1 – 0 | Reggina |  |

| 14 ottobre 1979 3ª giornata | Catania | 0 – 0 | Benevento |  |

| 21 ottobre 1979 4ª giornata | Benevento | 2 – 1 | Salernitana |  |

| 28 ottobre 1979 5ª giornata | Nocerina | 1 – 0 | Benevento |  |

| 4 novembre 1979 6ª giornata | Benevento | 1 – 1 | Turris |  |

| 11 novembre 1979 7ª giornata | Teramo | 1 – 1 | Benevento |  |

| 18 novembre 1979 8ª giornata | Benevento | 2 – 0 | Siracusa |  |

| 25 novembre 1979 9ª giornata | Livorno | 2 – 0 | Benevento |  |

| 2 dicembre 1979 10ª giornata | Empoli | 1 – 0 | Benevento |  |

| 9 dicembre 1979 11ª giornata | Benevento | 2 – 0 | Cavese |  |

| 16 dicembre 1979 12ª giornata | Rende | 3 – 1 | Benevento |  |

| 23 dicembre 1979 13ª giornata | Benevento | 0 – 0 | Campobasso |  |

| 6 gennaio 1980 14ª giornata | Chieti | 2 – 0 | Benevento |  |

| 13 gennaio 1980 15ª giornata | Benevento | 1 – 2 | Anconitana |  |

| 20 gennaio 1980 16ª giornata | Arezzo | 2 – 1 | Benevento |  |

| 27 gennaio 1980 17ª giornata | Benevento | 1 – 1 | Foggia |  |

#### Girone di ritorno
| 3 febbraio 1980 18ª giornata | Benevento | 1 – 0 | Montevarchi |  |

| 10 febbraio 1980 19ª giornata | Reggina | 2 – 1 | Benevento |  |

| 17 febbraio 1980 20ª giornata | Benevento | 1 – 1 | Catania |  |

| 24 febbraio 1980 21ª giornata | Salernitana | 1 – 1 | Benevento |  |

| 2 marzo 1980 22ª giornata | Benevento | 2 – 0 | Nocerina |  |

| 9 marzo 1980 23ª giornata | Turris | 1 – 0 | Benevento |  |

| 16 marzo 1980 24ª giornata | Benevento | 1 – 1 | Teramo |  |

| 23 marzo 1980 25ª giornata | Siracusa | 0 – 0 | Benevento |  |

| 30 marzo 1980 26ª giornata | Benevento | 0 – 2 | Livorno |  |

| 13 aprile 1980 27ª giornata | Benevento | 2 – 0 | Empoli |  |

| 20 aprile 1980 28ª giornata | Cavese | 1 – 0 | Benevento |  |

| 27 aprile 1980 29ª giornata | Benevento | 1 – 0 | Rende |  |

| 11 maggio 1980 30ª giornata | Campobasso | 1 – 0 | Benevento |  |

| 18 maggio 1980 31ª giornata | Benevento | 1 – 0 | Chieti |  |

| 25 maggio 1980 32ª giornata | Anconitana | 2 – 2 | Benevento |  |

| 1º giugno 1980 33ª giornata | Benevento | 1 – 0 | Arezzo |  |

| 8 giugno 1980 34ª giornata | Foggia | 2 – 0 | Benevento |  |